# Сент-Луис Блюз
«Сент-Лу́ис Блюз» (англ. St. Louis Blues) — профессиональный хоккейный клуб из города Сент-Луис, штат Миссури, США. С 1967 года выступает в Национальной хоккейной лиге. Представитель Центрального дивизиона Западной конференции. Обладатель Кубка Стэнли 2019 года.

## История
Включенные в НХЛ в сезоне 1967/68 вместе с другими пятью командами, «Сент-Луис Блюз» оказались лучшими из новичков и в первые три года были всего в одном шаге от победы в Кубке Стэнли, пробиваясь в финал, но так ни разу не выиграв даже одного матча в играх с более именитыми фаворитами, «Монреалем» (дважды) и «Бостоном». Заслуга в успехах тех лет в первую очередь принадлежит тренеру Скотти Боумэну, сумевшему собрать дружный и дисциплинированный коллектив из ветеранов и молодых игроков.
После ухода Боумэна в 1971 году, команду стало лихорадить, тренеры менялись практически ежегодно, и после сезона 76/77 «Блюз» были на грани финансового краха. Спас клуб генеральный менеджер Эмили «Кот» Фрэнсис, сумевший найти инвесторов, согласившихся вложить деньги в команду. «Блюз» начали возрождаться, чему способствовали и удачные выборы на драфтах новичков. Берни Федерко, Брайан Саттер и Майк Льют постепенно поднимали «Сент-Луис» вверх по турнирной таблице, и в 1981 году команда показала свой лучший результат, набрав 107 очков в регулярном чемпионате. Однако в плей-офф «Блюз» выбыли уже в четвертьфинале.
После двух неудачных сезонов команда снова была на грани банкротства и даже не приняла участия в драфте 1983 года. На этот раз «Сент-Луису» помог удачливый предприниматель Гарри Орнест, купивший команду и назначивший на пост менеджера Рона Кэрона, а на место тренера — Жака Лэмера. «Блюз» начали новое, уже второе за последние 10 лет возрождение. С приходом в команду Дуга Гилмора и с помощью многочисленных обменов Кэрона клуб сумел поправить свои дела, и в 1986 году впервые за последние 16 лет дошёл до финала конференции, но проиграл там «Калгари».
В 1987 году у «Блюз» снова сменился хозяин. Владельцем стал Майкл Шэнахэн, но на посту менеджера остался Рон Кэрон, продолжавший свои нескончаемые сделки с другими командами лиги. Кэрон доказал свою состоятельность, добавив в команду в последующие три-четыре года игроков-звёзд — Скотта Стивенса, Куртиса Джозефа, Брендана Шэнахэна, Эла Макинниса, Фила Хаусли, Адама Оутса и Бретта Халла.
В атакующей системе «Блюз» Халл полностью раскрыл свои бомбардирские качества, забрасывая более 70 шайб в трёх сезонах подряд. В сезоне 90/91 на его счету было 86 голов, и он был признан лучшим игроком НХЛ. «Блюз» были сильны в тот год, но неожиданно проиграли во втором раунде плей-офф «Миннесоте».
В начале 90-х годов хорошие показатели «Сент-Луиса» в регулярных чемпионатах перечеркивались неудачами в плей-офф. Тем не менее, команда пользовалась большим успехом в городе. Группа корпораций Сент-Луиса решила выкупить команду у Майкла Шэнахэна и построить для неё новую арену. Сделка была совершена в 1994 году, однако Шэнахэн успел сделать свой последний ход, наняв на пост тренера и генерального менеджера Майка Кинэна, только что приведшего к победе в Кубке Стэнли «Нью-Йорк Рейнджерс».
Однако его действия, особенно обмены Брэндана Шэнахэна и Крэйга Дженни, вызвали негодование со стороны болельщиков команды. В 1996 году под опалу Кинэна попал даже Бретт Халл, лишённый звания капитана. В том сезоне Кинэн совершил обмен с «Лос-Анджелесом» и получив в «Блюз» Уэйна Гретцки. В плей-офф команда снова выбыла на ранней стадии, проиграв в полуфинале конференции «Детройту». Сразу после завершения сезона Гретцки подписал контракт с «Нью-Йорк Рейнджерс».
19 марта 1997 года Кинэн был уволен. Хозяева клуба попросили Рона Кэрона, к тому времени уже ушедшего на пенсию, вернуться на время в команду и помочь в её восстановлении. С помощью Кэрона на пост главного тренера был приглашён Джоэль Кенневилль, а на пост менеджера — Ларри Пли.
В сезоне 97/98 «Блюз» набрали 98 очков в регулярном чемпионате, но в плей-офф, к разочарованию своих поклонников, снова были остановлены «Детройтом» в полуфинале конференции.
Сезон 98/99 команда провела без Бретта Халла, подписавшего контракт с «Далласом». Тем не менее, с помощью надёжной игры защитников Криса Пронгера и Эла Макинниса, а также результативной игре нападающих Пьера Тюржона и Павола Демитры регулярный чемпионат снова получился неплохим. Но в розыгрыше Кубка Стэнли именно Халл и «Даллас» остановили «Блюз» всё в том же полуфинале Западной конференции.
Показав свой лучший результат в истории и выиграв регулярный чемпионат НХЛ 1999/2000, «Блюз» в 21-й раз подряд вышли в плей-офф, где их подстерегало самое большое разочарование — проигрыш в первом раунде «Сан-Хосе» в семи матчах. Утешением болельщикам стало признание Пронгера лучшим хоккеистом НХЛ. На будущий сезон «Сент-Луис» был в шаге от финала Кубка Стэнли, проиграв в третьем раунде «Колорадо Эвеланш».
Летом 2001 года «Блюз» усилились Дугом Уэйтом и Китом Ткачуком, однако это никак не отразилось на конечном результате — «Сент-Луис» снова вылетел из розыгрыша Кубка Стэнли, проиграв в полуфинале Западной конференции «Детройту» в пяти матчах. В 2003 и 2004 годах году «Блюз» сыграли ещё хуже, выбывая из борьбы уже в первых раундах.
Введенный в 2005 году «потолок зарплат» больно ударил по «блюзменам», которым пришлось пойти на понижение бюджета, что выразилось в первую очередь в обмене Криса Пронгера. В итоге команда провела худший сезон в своей истории, заняв последнее место в лиге и впервые с 1979 года не пробившись в плей-офф.
В сезоне 2011/12 «Блюз», занявшие второе место в Западной Конференции, впервые за 8 лет прошли первый раунд плей-офф, обыграв в первом раунде «Сан-Хосе» со счётом 4:1. Но втором раунде «Блюзмены» проиграли «Лос-Анджелесу» 0-4.
В сезоне 2015/16 «Сент-Луис», занявший второе место в Западной Конференции, впервые с сезона 2000/01 вышел в финал конференции, обыграв последовательно в 7 матчах «Чикаго Блэкхокс» и «Даллас Старз». Но в финале Запада «Блюз» уступили «Сан-Хосе Шаркс» 2-4.
Регулярный чемпионат сезона 2016/17 «Блюз» начали неплохо, однако к середине сезона команда начала терять много очков и в результате чего 1 февраля 2017 года Кен Хичкок был уволен с поста главного тренера, чьё место занял Майк Йео. «Сент-Луис» с 99 очками закончил чемпионат на 3-м месте в Центральном дивизионе. В первом раунде плей-офф «блюзмены» в пяти матчах оказались сильнее «Миннесоты Уайлд», но во втором раунде уступили «Нэшвилл Предаторз» со счётом 2-4.
Следующий сезон оказался для «Сент-Луиса» неудачным. Команда не показывала стабильной игры и судьба путёвки в плей-офф решалась в очном матче с «Колорадо Эвеланш», в котором «Блюз» достаточно было не проиграть в основное время. Однако «Сент-Луис» уступил со счётом 5:2 и не попал в постсизон. 
Уже со старта сезона 2018/19 «Блюз» оказались в числе аутсайдеров, а 19 ноября 2018 года за неудовлетворительные результаты Майк Йео был освобождён от должности главного тренера, чьё место в качестве исполняющего обязанности занял Крейг Беруби. Поначалу смена тренера не приносила положительного результата, а на 3 января «Блюз» занимали последнее место в общей турнирной таблице лиги. Однако команда резко прибавила в организации игры, выдав после звёздного уик-энда 11-матчевую победную серию. Место в воротах, вместо нестабильного Джейка Аллена, занял вратарь-дебютант Джордан Биннингтон, который сразу же стал показывать уверенную игру. В итоге «Блюз» быстро стали подниматься по турнирной таблице и с 3-го места в своём дивизионе вышли в плей-офф. В первом раунде «музыканты» в шести матчах обыграли «Виннипег Джетс», а во втором «Даллас Старз» в семи. В финале западной конференции «Сент-Луис Блюз» обыграл «Сан-Хосе Шаркс» со счётом 4-2 и в четвертый раз в своей истории вышел в финал Кубка Стэнли. Финальная серия решилась в 7-м матче, в котором «Сент-Луис» на выезде обыграл «Бостон Брюинз» 4:1 и выиграл противостояние со счётом 4-3. «Блюзмены» нанесли всего 20 бросков, но этого хватило для двух голов в конце первого периода и двух шайб в середине третьего. Вратарь «Блюз» Джордан Биннингтон сделал 32 сейва и помог команде выиграть первый Кубок Стэнли, а самым ценным игроком финала был признан нападающий Райан О’Райли.
В сезонах 2019/20 и 2020/21 «Блюз» проигрывали уже в первом раунде плей-офф. В сезоне 2021/22 «Сент-Луис» прошёл в первом раунде «Миннесоту Уайлд» (4-2), но затем уступил «Колорадо Эвеланш» (2-4). В сезоне 2022/23 «Блюз» не вышли в плей-офф. В сезоне 2023/24 «блюзменам» снова не удалось попасть в плей-офф.

## Статистика
| Сезон   | И  | В  | П  | ПО | Очки | ШЗ  | ШП  | Результат       | Плей-офф |
| 2018–19 | 82 | 45 | 28 | 9  | 99   | 247 | 223 | 3 в Центральном | Победа в первом раунде, 4-2 (Виннипег Джетс) Победа во втором раунде, 4-3 (Даллас Старз) Победа в финале конференции, 4-2 (Сан-Хосе Шаркс) Победа в финале Кубка Стэнли, 4-3 (Бостон Брюинз) |
| 2019–20 | 71 | 42 | 19 | 10 | 94   | 225 | 193 | 1 в Центральном | Поражение в первом раунде, 2-4 (Ванкувер Кэнакс) |
| 2020–21 | 56 | 27 | 20 | 9  | 63   | 169 | 170 | 4 в Западном    | Поражение в первом раунде, 0-4 (Колорадо Эвеланш) |
| 2021–22 | 82 | 49 | 22 | 11 | 109  | 311 | 242 | 3 в Центральном | Победа в первом раунде, 4-2 (Миннесота Уайлд) Поражение во втором раунде, 2-4 (Колорадо Эвеланш)                                                                                             |
| 2022–23 | 82 | 37 | 38 | 7  | 81   | 263 | 301 | 6 в Центральном | Не участвовали |
| 2023–24 | 82 | 43 | 33 | 6  | 92   | 239 | 250 | 5 в Центральном | Не участвовали |
| 2024–25 | 82 | 44 | 30 | 8  | 96   | 254 | 233 | 5 в Центральном | Поражение в первом раунде, 3-4 (Виннипег Джетс) |

## Команда

### Текущий состав
| №                         | Игрок              | Страна                    | Хват    | Дата рождения              | Рост (см) | Вес (кг) | Средняя зарплата ($) | Контракт до |
| Вратари                   | Вратари            | Вратари                   | Вратари | Вратари                    | Вратари   | Вратари  | Вратари              | Вратари     |
| ------------------------- | ------------------ | ------------------------- | ------- | -------------------------- | --------- | -------- | -------------------- | ----------- |
| 30                        | Джоэль Хофер       | Канада                    | Левый   | 30 июля 2000 (24 года)     | 196       | 81       | 3,400,000            | 2026/27     |
| 50                        | Джордан Биннингтон | Канада                    | Левый   | 11 июля 1993 (32 года)     | 185       | 79       | 6,000,000            | 2026/27     |
| Защитники                 |                    |                           |         |                            |           |          |                      |             |
| -                         | Логан Майллу       | Канада                    | Правый  | 15 апреля 2003 (22 года)   | 191       | 96       | 875,000              | 2025/26     |
| 6                         | Филип Броберг      | Швеция                    | Левый   | 25 июня 2001 (24 года)     | 191       | 91       | 4,580,917            | 2025/26     |
| 17                        | Кэм Фаулер         | Соединённые Штаты Америки | Левый   | 5 декабря 1991 (33 года)   | 188       | 97       | 6,500,000            | 2025/26     |
| 22                        | Райан Сутер        | Соединённые Штаты Америки | Левый   | 21 января 1985 (40 лет)    | 185       | 91       | 775,000              | 2024/25     |
| 47                        | Тори Круг          | Соединённые Штаты Америки | Левый   | 12 апреля 1991 (34 года)   | 175       | 84       | 6,500,000            | 2026/27     |
| 51                        | Мэттью Кессел      | Соединённые Штаты Америки | Правый  | 23 июня 2000 (25 лет)      | 191       | 92       | 800,000              | 2025/26     |
| 55                        | Колтон Парайко — А | Канада                    | Правый  | 12 мая 1993 (32 года)      | 196       | 97       | 6,500,000            | 2029/30     |
| 64                        | Кори Шунемен       | Соединённые Штаты Америки | Левый   | 2 сентября 1995 (29 лет)   | 183       | 89       | 775,000              | 2025/26     |
| 72                        | Джастин Фолк — А   | Соединённые Штаты Америки | Правый  | 20 марта 1992 (33 года)    | 183       | 98       | 6,500,000            | 2026/27     |
| 75                        | Тайлер Такер       | Канада                    | Левый   | 1 марта 2000 (25 лет)      | 188       | 93       | 925,000              | 2026/27     |
| Левые крайние нападающие  |                    |                           |         |                            |           |          |                      |             |
| 26                        | Натан Уокер        | Австралия                 | Левый   | 7 февраля 1994 (31 год)    | 175       | 84       | 775,000              | 2025/26     |
| 56                        | Хью Макгинг        | Соединённые Штаты Америки | Левый   | 11 июля 1998 (27 лет)      | 173       | 80       | 775,000              | 2025/26     |
| 63                        | Джейк Нейборс      | Канада                    | Левый   | 29 марта 2002 (23 года)    | 183       | 88       | 3,750,000            | 2026/27     |
| 89                        | Павел Бучневич     | Россия                    | Левый   | 17 апреля 1995 (30 лет)    | 188       | 88       | 8,000,000            | 2030/31     |
| Центрфорварды             |                    |                           |         |                            |           |          |                      |             |
| 9                         | Александр Тексье   | Франция                   | Левый   | 13 сентября 1999 (25 лет)  | 188       | 84       | 2,100,000            | 2025/26     |
| 10                        | Брэйден Шенн — К   | Канада                    | Левый   | 22 августа 1991 (33 года)  | 185       | 86       | 6,500,000            | 2027/28     |
| -                         | Ник Бьюгстад       | Соединённые Штаты Америки | Правый  | 17 июля 1992 (33 года)     | 197       | 99       | 1,750,000            | 2026/27     |
| 18                        | Роберт Томас — А   | Канада                    | Правый  | 2 июля 1999 (26 лет)       | 183       | 85       | 8,125,000            | 2030/31     |
| 24                        | Пиус Зутер         | Швейцария                 | Левый   | 24 мая 1996 (29 лет)       | 180       | 80       | 4,125,000            | 2026/27     |
| 25                        | Джордан Кайру      | Канада                    | Правый  | 5 мая 1998 (27 лет)        | 183       | 79       | 8,125,000            | 2030/31     |
| 52                        | Зак Дин            | Канада                    | Левый   | 4 января 2003 (22 года)    | 183       | 81       | 852,500              | 2025/26     |
| 54                        | Далибор Дворски    | Словакия                  | Левый   | 15 июня 2005 (20 лет)      | 185       | 91       | 918,333              | 2026/27     |
| 59                        | Никита Александров | Россия                    | Левый   | 16 сентября 2000 (24 года) | 185       | 84       | 775,000              | 2025/26     |
| 70                        | Оскар Сундквист    | Швеция                    | Правый  | 23 марта 1994 (31 год)     | 190       | 95       | 1,500,000            | 2025/26     |
| 81                        | Дилан Холлоуэй     | Канада                    | Левый   | 23 сентября 2001 (23 года) | 185       | 92       | 2,290,457            | 2025/26     |
| 82                        | Таннер Дикинсон    | Соединённые Штаты Америки | Левый   | 5 марта 2002 (23 года)     | 182       | 77       | 826,667              | 2024/25     |
| Правые крайние нападающие |                    |                           |         |                            |           |          |                      |             |
| 13                        | Алексей Торопченко | Россия                    | Левый   | 25 июня 1999 (26 лет)      | 191       | 85       | 1,700,000            | 2025/26     |
| 21                        | Джимми Снаггеруд   | Соединённые Штаты Америки | Правый  | 1 июня 2004 (21 год)       | 187       | 84       | 950,000              | 2026/27     |
| 71                        | Матьё Жозеф        | Канада                    | Левый   | 9 февраля 1997 (28 лет)    | 185       | 78       | 2,950,000            | 2025/26     |

### Штаб
| Должность            | Имя              | Страна                    | Дата рождения             | В должности |
| -------------------- | ---------------- | ------------------------- | ------------------------- | ----------- |
| Генеральный менеджер | Дуг Армстронг    | Канада                    | 24 сентября 1964 (60 лет) | с 2010 года |
| Главный тренер       | Джим Монтгомери  | Канада                    | 30 июня 1969 (56 лет)     | с 2024 года |
| Помощник тренера     | Стив Отт         | Канада                    | 19 августа 1982 (42 года) | с 2017 года |
| Помощник тренера     | Майк Уэбер       | Соединённые Штаты Америки | 16 декабря 1987 (37 лет)  | с 2023 года |
| Помощник тренера     | Клод Жюльен      | Канада                    | 23 апреля 1960 (65 лет)   | с 2024 года |
| Тренер вратарей      | Дэвид Александер | Канада                    | 30 мая 1977 (48 лет)      | с 2017 года |

### Неиспользуемые номера
- 2 — Эл Макиннис, защитник (1994—2005). Выведен из обращения 9 апреля 2006 года.
- 3 — Боб Гассофф, защитник (1974—1977). Выведен из обращения 1 октября 1977 года.
- 5 — Боб Плагер, защитник. (1967—1978). Выведен из обращения 29 октября 2016 года.
- 8 — Баркли Плагер, защитник (1967—1977). Выведен из обращения 24 марта 1981 года.
- 11 — Брайан Саттер, крайний нападающий (1976—1988). Выведен из обращения 30 декабря 1988 года.
- 16 — Бретт Халл, крайний нападающий (1987—1998). Выведен из обращения 5 декабря 2006 года.
- 24 — Берни Федерко, центральный нападающий (1976—1989). Выведен из обращения 16 марта 1991 года.
- 44 — Крис Пронгер, защитник (1995—2004). Выведен из обращения 17 января 2022 года[4].

## Индивидуальные рекорды
- Наибольшее количество очков за сезон: Бретт Халл — 131 (86+45 в 1990-91)
- Наибольшее количество заброшенных шайб за сезон: Бретт Халл — 86 (1990-91)
- Наибольшее количество результативных передач за сезон: Адам Оутс — 90 (1990-91)
- Наибольшее количество штрафных минут за сезон: Боб Гассофф — 306 (1975-76)
- Наибольшее количество очков набранных защитником за один сезон: Джефф Браун — 78 (25+53 в 1992-93)
- Наибольшее количество «сухих» игр: Гленн Холл — 8 (1968-69)